# Rózsa Farkas
Rózsa Farkas (* 1971 in Budapest) ist eine ungarische Cimbalomspielerin.

## Leben
Farkas begann im Alter von acht Jahren mit dem Klavierspiel, wechselte dann aber mit zwölf zum Cimbalom. Sie nahm Unterricht an der Béla-Bartók-Musikakademie in Budapest. Im Alter von 16 Jahren debütierte sie im Opernhaus Teatro La Fenice in Venedig, wo sie für einen Monat Gastauftritte mit ihrer Cimbalomlehrerin Ágnes Szakály gab. Im Jahr 1993 schloss sie erfolgreich ihr Musikstudium im Fach Cimbalom an der Franz-Liszt-Musikakademie ab.
Zusammen mit Ágnes Szakály gab sie regelmäßig Konzerte. Das Duo trat im Radio und Fernsehen auf und hat Schallplattenaufnahmen gemacht. Als Solistin arbeitete sie unter anderem mit dem MÁV Symphonieorchester, dem Budapester Festivalorchester, dem ungarischen Rundfunkorchester, dem nationalen ungarischen Symphonieorchester, dem Klangforum Wien, dem Mailänder Verdi Orchester und dem Sjællands Symfoniorkester in Kopenhagen zusammen.

## Repertoire
Neben der klassischen Musik liegt ein besonderer Schwerpunkt ihres Wirkens auf zeitgenössischer ungarischer Musik. So sind in ihrem Programm und auf ihren Aufnahmen Werke von Kamilló Lendvay, József Sári, Máté Hollós, Attila Reményi, Péter Durkó, Miklós Lukács, Balázs Horváth, Mária Antal und József Bujtás zu hören.

## Würdigung
Sie erhielt zweimal ein Annie-Fischer-Stipendium, dreimal den Preis Artisjus-díj und einmal den Preis Liszt Ferenc-díj.

## Diskographie (Auswahl)
- Ágnes Szakály & Rózsa Farkas: J. S. Bach: Goldberg Variationen - on two cimbaloms, Hungaroton, 1998
- Rózsa Farkas: Wohltemperiertes Cymbal, Hungaroton, 2006
- Rózsa Farkas: Bach On 133 Strings I., Hunnia Records, 2009
- Kálmán Balogh & Rózsa Farkas: Chick Corea: Children's Songs, Hunnia Records, 2010